# Jaimie Alexander
Jaimie Alexander, född 12 mars 1984 i Greenville, South Carolina, är en amerikansk film- och TV-skådespelerska.

## Filmografi (i urval)
- 2007 – Kyle XY (TV-serie)
- 2007 – Hallowed Ground
- 2009 – Bones (TV-serie)
- 2009 – CSI: Miami (TV-serie)
- 2009 – Nurse Jackie (TV-serie)
- 2010 – Love and Other Drugs
- 2011 – Thor
- 2013 – The Last Stand
- 2013 – Thor: The Dark World
- 2014 – Agents of S.H.I.E.L.D. (TV-serie)
- 2015 – The Brink (TV-serie)
- 2015–2020 – Blindspot (TV-serie)
- 2016 – Broken Vows
- 2021 – Loki (TV-serie)
- 2021 – What If...? (TV-serie) (röst)
- 2022 – Thor: Love and Thunder